# Atlantasellus cavernicolus
Atlantasellus cavernicolus е вид ракообразно от семейство Atlantasellidae. Видът е критично застрашен от изчезване.

## Разпространение
Разпространен е в Бермудски острови.